# Волинь-Цемент (футбольний клуб)
«Воли́нь-Цеме́нт» — аматорський футбольний клуб із міста Здолбунова Здолбунівського району Рівненської області. Виступав у чемпіонаті ААФУ 2008 року. Наразі учасник 2-ї ліги першості Рівненської області з футболу під назвою «Локомотив». Чемпіон Рівненщини 2000 року тоді під емблемою «Металіст». Чотириразовий срібний призер змагань — 1999, 2002, 2003, 2004 років та володар бронзових медалей чемпіонату 2006 року.